# Dietrich III. von Fahrensbach
Dietrich III. von Fahrensbach (Varensbeke) († nach 1576) war Bischöflicher und Herzoglicher Rat im Bistum Ösel-Wiek, sowie Herr auf Heimar und Lauck.

## Familie
Dietrich von Fahrensbach stammte aus der deutsch-baltischen Familie Fahrensbach. Seine Eltern waren Dietrich II. von Fahrensbach zu Heimar und Magdalena von Dücker. Dietrichs Ehefrau war Anna von Rosen a.d.H. Allo, mit ihr hatte er mindestens einen gleichnamigen Sohn, Dietrich IV. zu Heimar und Riesenberg, sowie eine Tochter Anna, die das Gut Lauck erbte und dreimal vermählt wurde.

## Leben
1525 und 1534 wurde er als Herr auf Heimar erstmals urkundlich genannt. 1527 war er Vasall des Stiftes Oesel in der Wiek. 1552 erwarb er das Gut Lauck. 1557 verglich er sich mit seinen Schwägern wegen des Gutes Allo bei Rapla. Ebenfalls 1557 wurde er unter den Testamentsvollstreckern von Johann III. von Fahrensbach genannt.
Er war Mitglied des Rates des Bischofs von Ösel und als solcher zuerst Rat, Schenk und Amtmann des Bischofs (1542–1560) Johann V. von Münchhausen. Von 1560 bis 1574 stand er als Rat im Dienst Magnus von Dänemark. Jedoch war er in dieser Zeit auch Informant Friedrichs II., dem Bruder seines Herrn. So schrieb er 1562 an diesen (etwa): Livland werde von Schweden, Polen und Russen gleichermaßen unglücklich verwüstet, es sei daher sehr schwierig den Freund vom Feind zu unterscheiden, grad wäre es als wollte sich jeder das beste Stück aus einer Fuhre Heu herausreißen.
Während der Phase der Annäherung (1569–1570) an Iwan des Schrecklichen war Dietrich mit mehreren diplomatischen Aufgaben betraut. Am 21. Juli 1574 geriet er in schwedische Gefangenschaft, seine Güter wurden geplündert. Er fiel daraufhin von Herzog Magnus ab und leistete Johann III. den Treueeid. Auch hier kam er als erfahrener und geschätzter Diplomat zum Einsatz, als Schweden und Polen ein Auskommen suchten. Am 4. Juni 1578 überbrachte er Nachrichten Johanns III. an Stephan Báthory.
Noch 1576 wurde er als Statthalter in Arensburg genannt.